# Luis Héctor Villalba
Pour les articles homonymes, voir Villalba.
Luis Héctor Villalba, né le 11 octobre 1934 à Buenos Aires, est un prélat argentin, archevêque émérite de Tucumán et cardinal.

## Biographie
Il est ordonné prêtre le 24 septembre 1960. Nommé évêque auxiliaire du diocèse de Buenos Aires en 1984, il devient évêque de San Martín en 1991. 
Le 17 septembre 1999, il est nommé archevêque de Tucumán et prend sa retraite le 10 juin 2011. 
Il est créé cardinal, non électeur car âgé de plus de 80 ans, le 14 février 2015 par le pape François, en même temps que 19 autres prélats,, ce qui l'empêche de prendre part aux votes du conclave de 2025 (élection de Léon XIV). Il reçoit le titre de San Girolamo a Corviale.